# Тимошенко Геннадій Опанасович
Генна́дій Опана́сович Тимоше́нко (6 листопада 1935 — 24 травня 2012) — український радянський науковець, функціонер, український бізнесмен, директор компанії «Єдині енергетичні системи України». Батько бізнесмена Олександра Геннадійовича Тимошенка, чоловіка Юлії Тимошенко.

## Життєпис
Випускник історичного факультету Львівського університету‎. Захистив дисертацію на здобуття наукового ступеню кандидата історичних наук, спеціалізувався на нацистських злочинах в Україні у роки війни. Згодом його запросили на партійно-ідеологічну роботу, у його розпорядженні перебувала мережа кінопрокату Дніпропетровської області, яка наприкінці 1980-х років почала приносити прибутки — завдяки відкриттю відеосалонів.
До 1991 — голова Кіровського райвиконкому Дніпропетровська, потім — начальник Дніпропетровського обласного управління кінофікації, в часи незалежності — голова райради Кіровського району Дніпропетровська.
В 1990-х роках був гендиректором корпорації «Єдині енергетичні системи України» (ЄЕСУ).
У 2004 році, перебуваючи у СІЗО за сфабрикованими звинуваченнями, отримав інвалідність.
Помер в реанімації Дніпропетровської обллікарні ім. Мечникова, коли генпрокуратура намагалася відновити «справу ЄЕСУ», а невістка, Юлія Тимошенко, перебувала в ув'язненні.
Поховали його на Запорізькому кладовищі.